# Холмс, Джулия-Линн
Джулия Линн Холмс (англ. Julie Lynn Holmes; 23 марта 1951 года, Северный Голливуд, США) — фигуристка из США, серебряный призёр чемпионата мира 1971 года, бронзовый призёр чемпионата мира 1970 года, серебряный призёр чемпионатов США 1969—1972 годов в женском одиночном катании, участница Олимпийских игр 1972 года.
Джулия Холмс тренировалась сначала у Нэнси Раш, затем её тренировал знаменитый Карло Фасси. Сильной стороной Холмс были обязательные упражнения. После завершения спортивной карьеры выступала в Ice Capades. Работает тренером по фигурному катанию.

## Спортивные достижения
| Соревнования/Сезоны     | 1968 | 1969 | 1970 | 1971 | 1972 |
| ----------------------- | ---- | ---- | ---- | ---- | ---- |
| Зимние Олимпийские игры |      |      |      |      | 4    |
| Чемпионаты мира         |      | 4    | 3    | 2    |      |
| Чемпионаты США          | 6    | 2    | 2    | 2    | 2    |